# Israelândia
Israelândia es un municipio brasilero del estado de Goiás. Su población en 2007 es de 2.840 habitantes.

## Historia
El origen de esta población sucede cuando se descubren depósitos de oro y diamante en el Río Claro y Río del Vaz, en 1942. La noticia de la existencia de esos pozos atrajo mineros y aventureros de varias regiones, que dieron inicio a la formación del poblado, construyendo rústicas casas en el estilo colonial y dedicándose, además de la minería a la agronomía.
Fue elevado a la condición de distrito, por la Ley Municipal n.º 54, del 19 de septiembre de 1953, integrando el municipio de Iporá y obtuvo su emancipación por la Ley Estatal n.º 2114 del 14 de noviembre de 1958, instalando oficialmente el 1 de enero de 1959, con el nuevo topónimo de Israelândia, en homenaje al gran batallador por su autonomía: Israel de Amorim.

## Geografía

### Hidrografía
El municipio es cortado por dos importantes ríos, el Claro y de los Pilões, y arroyos como el Brumado y Matrinchã.